# Inmigración peruana en Uruguay
Los uruguayos peruanos son en su mayoría personas nacidas en el Perú que viven en Uruguay. También hay algunas personas nacidas en Uruguay que son de ascendencia peruana total o parcial.

## Descripción general
Los inmigrantes peruanos comenzaron a llegar a Uruguay alrededor de 1990, principalmente por tierra. Ambos países comparten el idioma español; sus orígenes históricos son comunes (parte del Virreinato del Río de la Plata, Imperio español). El censo uruguayo de 2011 reveló 1433 personas que declararon a Perú como su país de nacimiento; otras fuentes afirman que hay entre 2000 y 3000 peruanos viviendo y trabajando en Uruguay, principalmente en la pesca o como empleados domésticos.
A partir de 2013, los peruanos representan uno de los flujos de inmigración más dinámicos en Uruguay. Sin embargo, la mayoría de ellos todavía viven en la pobreza; solo 125 están registrados en la seguridad social uruguaya. En lugar de asimilarse completamente a la sociedad dominante uruguaya, tienden a representar un ejemplo de multiculturalismo. Fuentes oficiales muestran que más de 1600 peruanos obtuvieron sus documentos de identificación uruguayos en 2016.